# Enzo Yáñez
Enzo Yáñez, född 13 september 1985, är en friidrottare från Chile. Han deltog vid olympiska sommarspelen 2016.